# Coarraze
Coarraze (en béarnais Coarrasa ou Coarrase) est une commune française, située dans le département des Pyrénées-Atlantiques en région Nouvelle-Aquitaine.
Ses habitants sont les Coarraziens et les Coarraziennes.

## Géographie

### Localisation
La commune de Coarraze se trouve dans le département des Pyrénées-Atlantiques, en région Nouvelle-Aquitaine.
Elle se situe à 21 km par la route de Pau, préfecture du département, et à 14 km de Pontacq, bureau centralisateur du canton des Vallées de l'Ousse et du Lagoin dont dépend la commune depuis 2015 pour les élections départementales.
La commune fait en outre partie du bassin de vie de Pau.
Les communes les plus proches sont : 
Igon (1,2 km), Mirepeix (2,7 km), Bénéjacq (2,8 km), Nay (2,8 km), Bordères (3,8 km), Asson (3,9 km), Lagos (4,3 km), Baudreix (4,6 km).
Sur le plan historique et culturel, Coarraze fait partie de la province du Béarn, qui fut également un État et qui présente une unité historique et culturelle à laquelle s’oppose une diversité frappante de paysages au relief tourmenté.

### Communes limitrophes
Les communes limitrophes sont  Bénéjacq, Igon, Mirepeix, Montaut, Nay et Saint-Vincent.
| Mirepeix | Bénéjacq |               |
| Nay      | Coarraze | Saint-Vincent |
| Igon     | Montaut  |               |

### Hydrographie

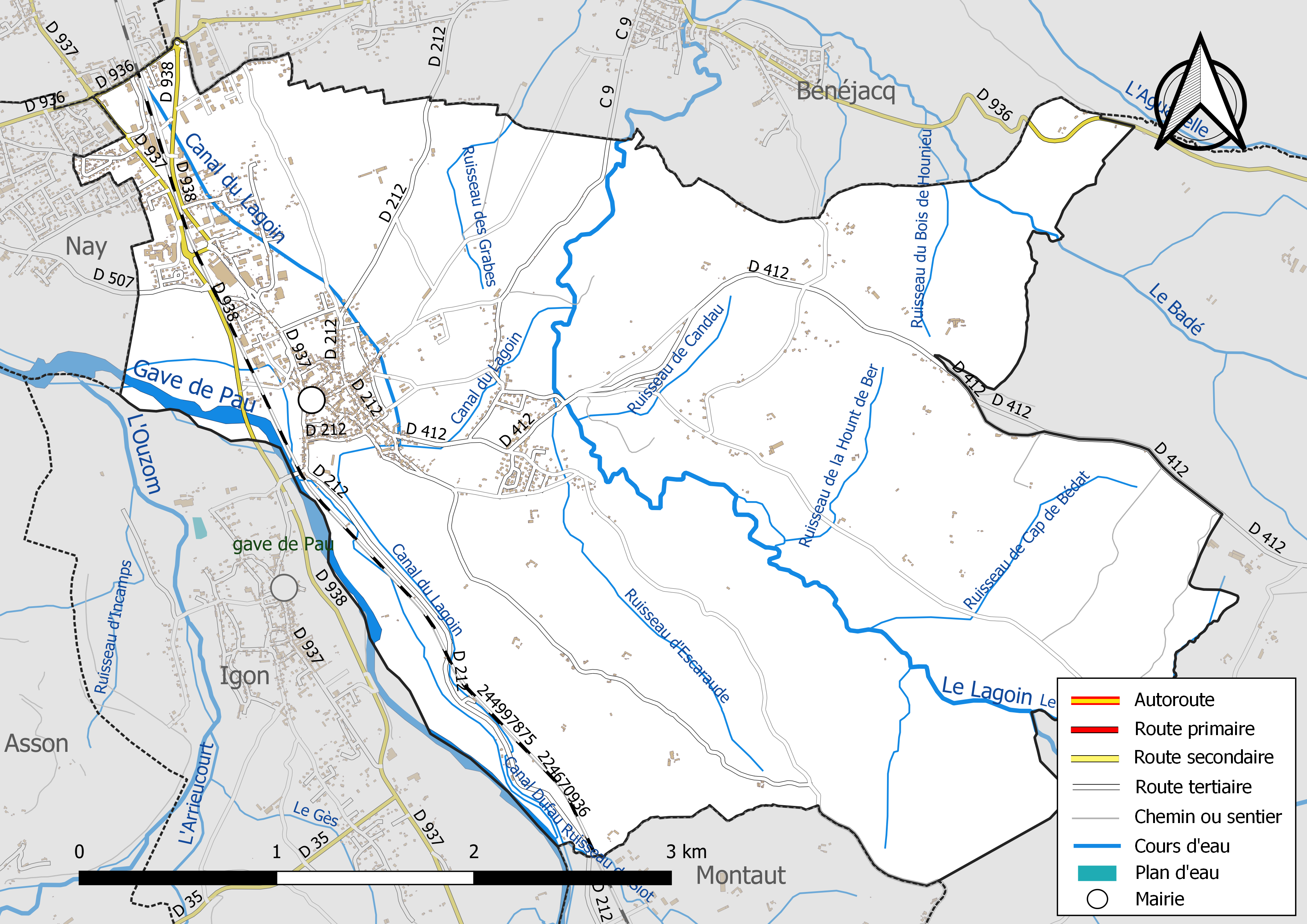
Réseaux hydrographique et routier de Coarraze.

La commune est drainée par le gave de Pau, le Lagoin, le canal du Lagoin, un bras du gave de Pau, un bras du Lagoin, canal Dufau, canal du Lagoin, canal du Lagoin, le Houga, le ruisseau de Candau, le ruisseau de Cap de Bédat, le ruisseau de la Hount de Ber, et par divers petits cours d'eau, constituant un réseau hydrographique de 30 km de longueur totale,.
Le gave de Pau, d'une longueur totale de 192,8 km, prend sa source dans la commune de Gavarnie-Gèdre et s'écoule du sud-est vers le nord-ouest. Il traverse la commune et se jette dans l'Adour à Saint-Laurent-de-Gosse, après avoir traversé 88 communes.
Le Lagoin, d'une longueur totale de 28,7 km, prend sa source dans la commune de Saint-Vincent et s'écoule du sud-est vers le nord-ouest. Il se jette dans le gave de Pau à Bizanos, après avoir traversé 13 communes.
Le canal du Lagoin, d'une longueur totale de 14,9 km, prend sa source dans la commune et s'écoule du sud-est vers le nord-ouest. Il se jette dans le gave de Pau à Meillon, après avoir traversé huit communes.
Le lac de Sargaillouse, aménagé pour la pêche, est entouré de pistes forestières, fréquentées par les chasseurs de palombes, les VTTistes et les promeneurs. On trouve des palombières dans la forêt communale.

### Climat
Pour des articles plus généraux, voir Climat de la Nouvelle-Aquitaine et Climat des Pyrénées-Atlantiques.
Historiquement, la commune est exposée à un climat de montagne.  
En 2020, Météo-France publie une typologie des climats de la France métropolitaine dans laquelle la commune est toujours exposée à un climat de montagne et est dans la région climatique Pyrénées atlantiques, caractérisée par une pluviométrie élevée (>1 200 mm/an) en toutes saisons, des hivers très doux (7,5 °C en plaine) et des vents faibles.
Pour la période 1971-2000, la température annuelle moyenne est de 12,9 °C, avec une amplitude thermique annuelle de 13,8 °C. Le cumul annuel moyen de précipitations est de 1 272 mm, avec 11,2 jours de précipitations en janvier et 9,2 jours en juillet. Pour la période 1991-2020, la température moyenne annuelle observée sur la station météorologique la plus proche, située sur la commune de Bénéjacq à 3 km à vol d'oiseau, est de 13,4 °C et le cumul annuel moyen de précipitations est de 1 244,1 mm,. Pour l'avenir, les paramètres climatiques de la commune estimés pour 2050 selon différents scénarios d’émission de gaz à effet de serre sont consultables sur un site dédié publié par Météo-France en novembre 2022.

### Milieux naturels et biodiversité

#### Réseau Natura 2000
Le réseau Natura 2000 est un réseau écologique européen de sites naturels d'intérêt écologique élaboré à partir des Directives « Habitats » et « Oiseaux », constitué de zones spéciales de conservation (ZSC) et de zones de protection spéciale (ZPS).
Un site Natura 2000 a été défini sur la commune au titre de la « directive Habitats » : le « gave de Pau », d'une superficie de 8 194 ha, un vaste réseau hydrographique avec un système de saligues encore vivace,.

#### Zones naturelles d'intérêt écologique, faunistique et floristique
L’inventaire des zones naturelles d'intérêt écologique, faunistique et floristique (ZNIEFF) a pour objectif de réaliser une couverture des zones les plus intéressantes sur le plan écologique, essentiellement dans la perspective d’améliorer la connaissance du patrimoine naturel national et de fournir aux différents décideurs un outil d’aide à la prise en compte de l’environnement dans l’aménagement du territoire.
Deux ZNIEFF de type 2 sont recensées sur la commune, : 
- les « bois de Benejacq, bordères, Boeil et bordes » (2 158 ha), couvrant 13 communes du département[23] ;
- le « réseau hydrographique du gave de Pau et ses annexes hydrauliques » (3 000,84 ha), couvrant 71 communes dont 10 dans les Landes, 59 dans les Pyrénées-Atlantiques et 2 dans les Hautes-Pyrénées[24].

## Urbanisme

### Typologie
Au 1er janvier 2024, Coarraze est catégorisée petite ville, selon la nouvelle grille communale de densité à sept niveaux définie par l'Insee en 2022.
Elle appartient à l'unité urbaine de Pau, une agglomération intra-départementale regroupant 55  communes, dont elle est une commune de la banlieue,,. Par ailleurs la commune fait partie de l'aire d'attraction de Pau, dont elle est une commune de la couronne,. Cette aire, qui regroupe 227 communes, est catégorisée dans les aires de 200 000 à moins de 700 000 habitants,.

### Occupation des sols

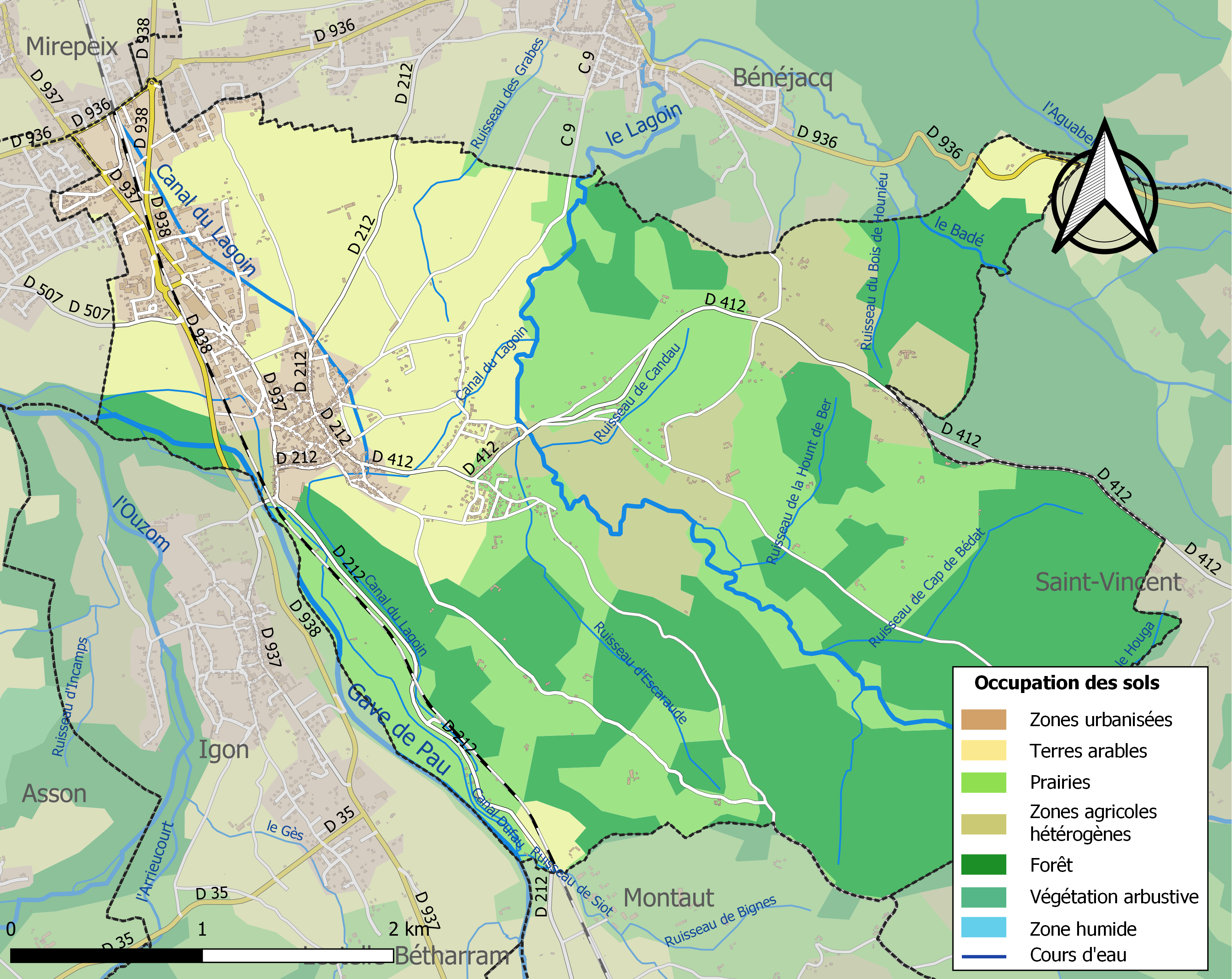
Carte des infrastructures et de l'occupation des sols de la commune en 2018 (CLC).

L'occupation des sols de la commune, telle qu'elle ressort de la base de données européenne d’occupation biophysique des sols Corine Land Cover (CLC), est marquée par l'importance des territoires agricoles (55,9 % en 2018), en diminution par rapport à 1990 (56,7 %). La répartition détaillée en 2018 est la suivante : 
forêts (35,6 %), prairies (25,5 %), terres arables (20,3 %), zones agricoles hétérogènes (10,1 %), zones urbanisées (7,9 %), zones industrielles ou commerciales et réseaux de communication (0,7 %). L'évolution de l’occupation des sols de la commune et de ses infrastructures peut être observée sur les différentes représentations cartographiques du territoire : la carte de Cassini (XVIIIe siècle), la carte d'état-major (1820-1866) et les cartes ou photos aériennes de l'IGN pour la période actuelle (1950 à aujourd'hui).

### Lieux-dits
- Bellevue ;
- la fontaine du Salut ;
- Frayrou.

### Voies de communication et transports
La gare de Coarraze-Nay se trouve entre Pau et Lourdes sur la ligne Toulouse - Bayonne ou sur la ligne Paris Montparnasse - Tarbes. La commune est desservie par les routes départementales 212, 412, 937 et 938.

### Risques majeurs
Le territoire de la commune de Coarraze est vulnérable à différents aléas naturels : météorologiques (tempête, orage, neige, grand froid, canicule ou sécheresse), inondations et séisme (sismicité moyenne). Il est également exposé à un risque technologique,  le transport de matières dangereuses. Un site publié par le BRGM permet d'évaluer simplement et rapidement les risques d'un bien localisé soit par son adresse soit par le numéro de sa parcelle.

#### Risques naturels
Certaines parties du territoire communal sont susceptibles d’être affectées par le risque d’inondation par une crue torrentielle ou à montée rapide de cours d'eau, notamment le gave de Pau, le canal du Lagoin et le Lagoin. La commune a été reconnue en état de catastrophe naturelle au titre des dommages causés par les inondations et coulées de boue survenues en 1982, 2008, 2009, 2011, 2013 et 2021 et au titre des inondations par remontée de nappe en 2013,.

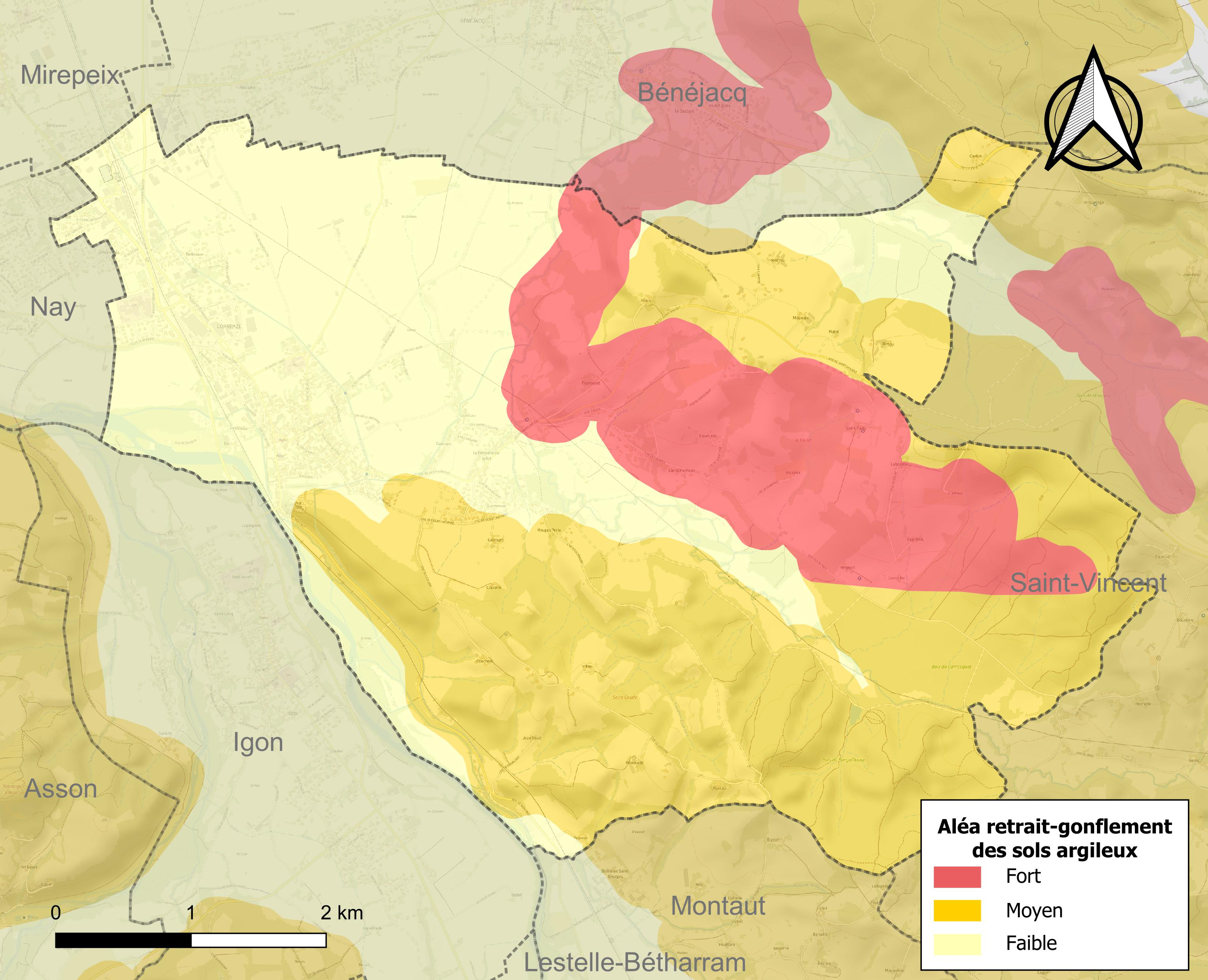
Carte des zones d'aléa retrait-gonflement des sols argileux de Coarraze.

Le retrait-gonflement des sols argileux est susceptible d'engendrer des dommages importants aux bâtiments en cas d’alternance de périodes de sécheresse et de pluie. 63,2 % de la superficie communale est en aléa moyen ou fort (59 % au niveau départemental et 48,5 % au niveau national). Depuis le 1er octobre 2020, en application de la loi ELAN, différentes contraintes s'imposent aux vendeurs, maîtres d'ouvrages ou constructeurs de biens situés dans une zone classée en aléa moyen ou fort,.

## Toponymie
Le toponyme Coarraze apparaît sous les formes 
Coarrasa et Caudarasa (respectivement 1100 et XIIe siècle, Pierre de Marca), 
 Coarrase et Coarrasa (XIe – XIVe siècle, Anciens Fors),
Coarasa (1227, registres de Bordeaux), 
Coarrase et Coarase (respectivement 1385 et 1402, censier de Béarn), 
la via Coarasola, la vie Coarasette et Couarraxe (respectivement 1540 pour les deux premières formes et 1675, réformation de Béarn). Le nom pourrait provenir de la racine préindoeuropéen kow (butte, petite hauteur) et du gascon arrasa (rasé), une référence au promontoire sur lequel se situe le château de Coarraze.
Son nom béarnais est Coarrasa ou Coarrase.

## Histoire

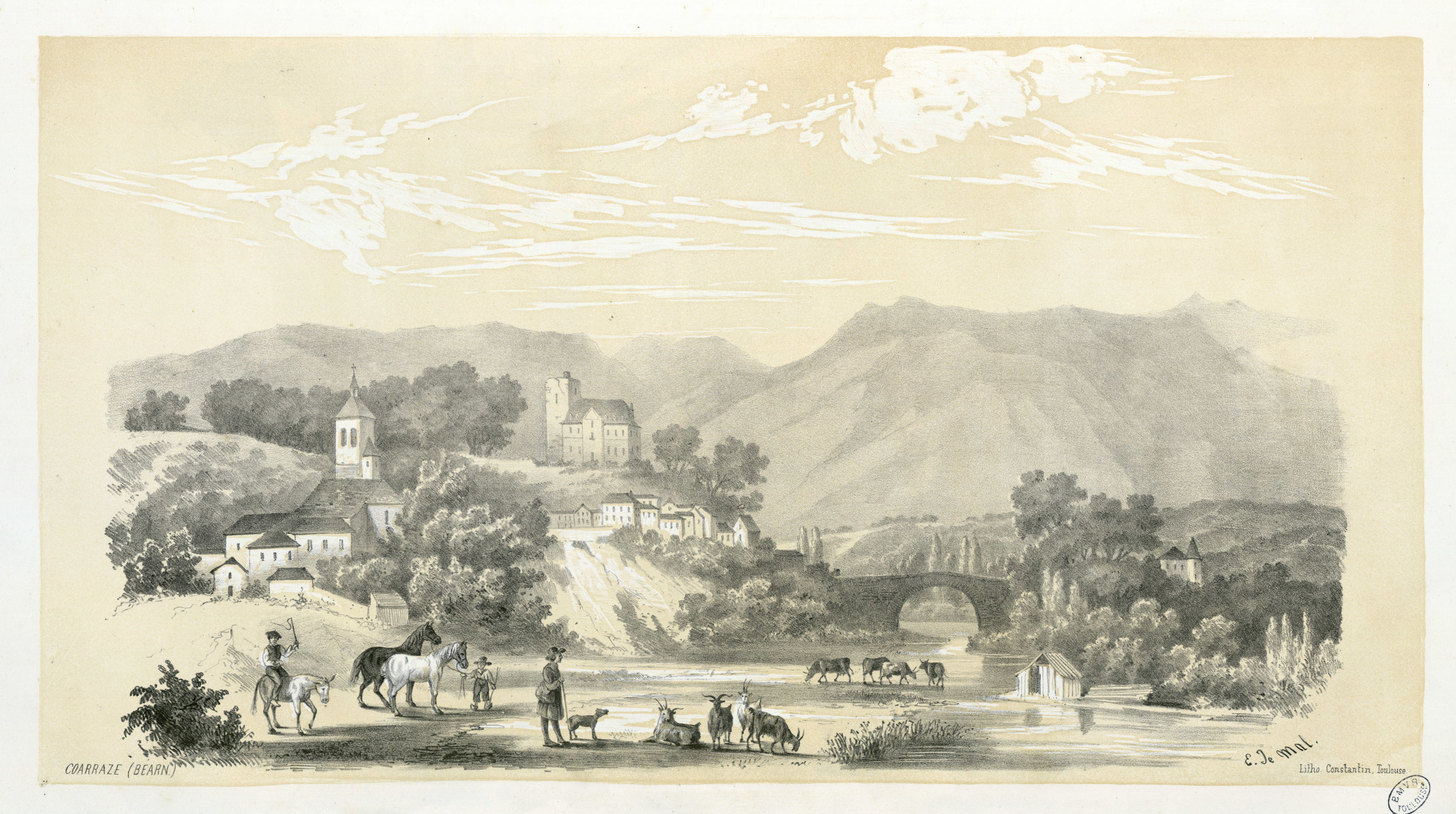
Coarraze en 1843 par Eugène de Malbos.

Paul Raymond note qu'en 1385, Coarraze comptait trente-neuf feux, qu'elle dépendait du bailliage de Pau et qu'elle formait la quatrième grande baronnie de Béarn.
En 1508, le château est incendié en représailles contre Gaston de Foix, comte de Carmaing, qui se rebelle contre le roi de Navarre et vicomte de Béarn Jean d'Albret, et ses terres ravagées. Le comte en appela au parlement de Toulouse qui prononça la confiscation de la souveraineté du Béarn au nom du roi de France. Le roi de Navarre en appela au jugement de celui de France qui en 1512 reconnut l'indépendance du Béarn,.
Le château des barons de Coarraze et de la famille d’Albret-Miossens est le lieu où Henri III de Navarre, futur Henri IV passa son enfance, élevé par  Suzanne de Bourbon-Busset.
En 1569, le comte de Montgomery, chargé par la reine de Navarre Jeanne d'Albret de délivrer Bernard d'Arros, pénètre en Béarn, le 6 août à Pontacq ; son armée passe le gave à Coarraze sur un pont militaire improvisé. Toutes les églises qu'il croise sont brûlées.
Dans son livre sur Henri IV, François Bayrou parle ainsi du château de Coarraze : « Henri de Navarre a grandi au château de Coarraze à quelque deux kilomètres à vol d’oiseau de ma maison natale [...]. J’ai beaucoup rêvé sur la devise qui orne encore aujourd’hui le portail du château : lo que ha de ser no puede faltar, 'ce qui doit arriver ne peut pas manquer'. »
Le 19 avril 1762 dans un cabaret de Coarraze, Raymond Blasy entre dans un cabaret pour se rafraichir et entame une partie de cartes avec trois comparses. Au bout d'un moment, Ménine sa femme arrive et prétextant que quelqu'un l'appelle au dehors, elle tente de le faire sortir du cabaret. Voyant que rien n'y fait elle se jette sur la table et déchire les cartes des joueurs et ramène son mari de force à la maison. Devant la passivité de Raymond face à sa femme, ses amis le menacent de faire courir l'âne. Et le surlendemain c'est le crieur public qui annonce que :
"Le 24 jour du dimanche on fera courir l'asne et que quiconque voudroit y assister et voir le spectacle étoit invité." Le jour dit la parade commence, deux tambours, un groupe de garçons précédant un tombereau, les chansonniers déclament leurs commentaires rimés et ouvrent la voie aux deux figurants. Il s'agit d'un mélodrame déguisé avec des capes et des chapeaux, l'un des figurants monté sur un âne, jouant le rôle de l'homme et l'autre sur un cheval, jouant le rôle de la femme. Le figurant qui joue le rôle de la femme prend son partenaire aux cheveux et le jette à bas de son âne, puis il le roue de coups avec sa quenouille. Puis, sur le dos de l'âne est organisée une partie de cartes mais là encore, l'épouse survient, brouille le jeu avec sa quenouille et se saisit des cartes pour les déchirer.
Au XIXe siècle, les manufactures de meubles en bois se développent dans la région, grâce à l'abondance des matières premières. Dans les années 1960, ces petites industries ne résistent pas à la concurrence et se tournent vers le négoce mais malgré tout, l'activité disparaît. Il ne reste aujourd'hui que le lycée professionnel de Coarraze qui rappelle ce passé d'ébénisterie et de fabrication du bois.

## Héraldique
| Blason | Blasonnement : D'or à deux brebis de sinople clarinées d'argent, passant l'une sur l'autre. |

## Politique et administration

### Liste des maires

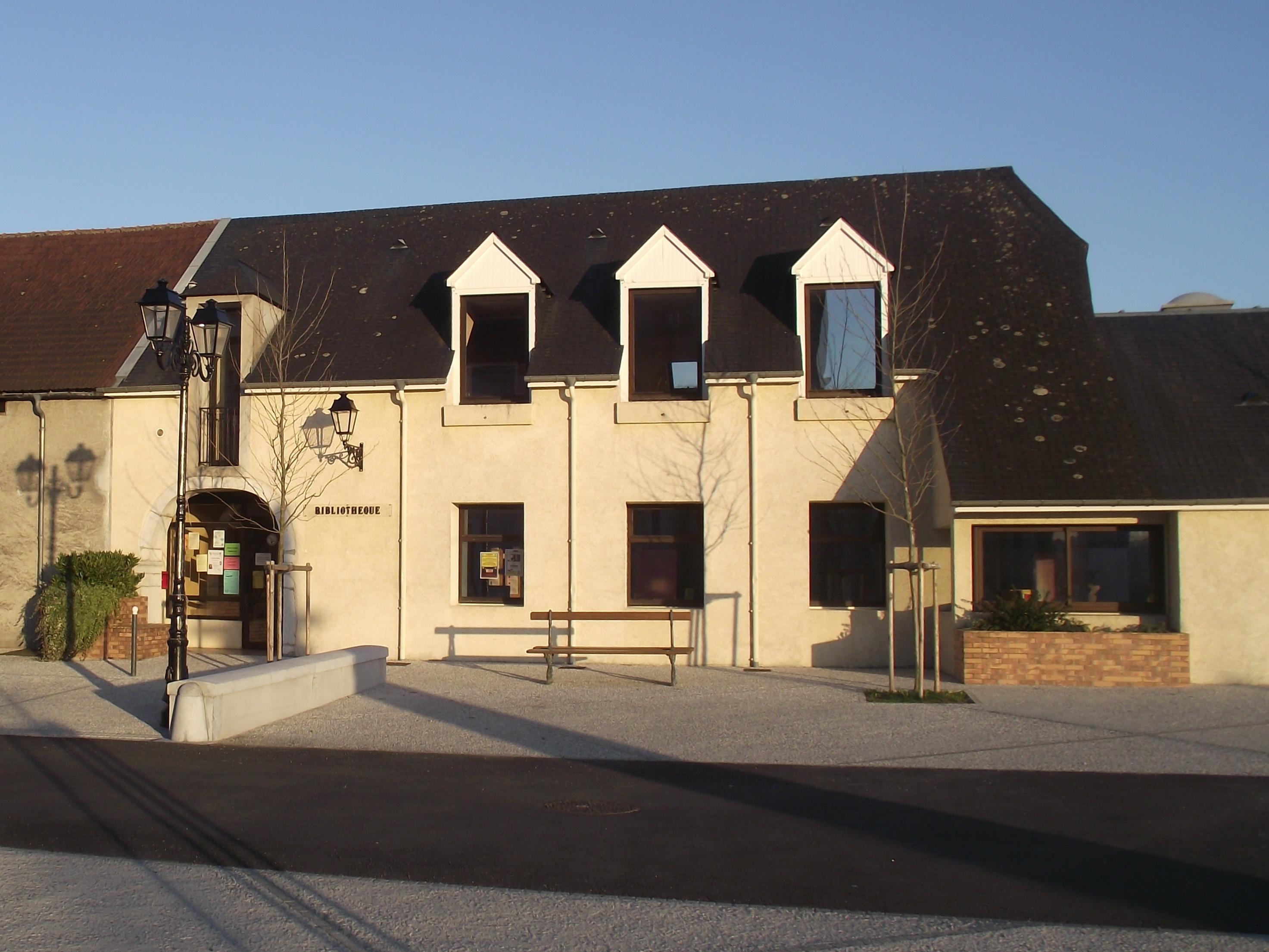
Bibliothèque.

| Période                                  | Période   | Identité             | Étiquette    | Qualité |
| ---------------------------------------- | --------- | -------------------- | ------------ | --- |
| 1856                                     |           | Hippolite Pommies    |              | |
| 1892                                     | 1896      | François Hounieu     |              | |
| Les données manquantes sont à compléter. |           |                      |              | |
| octobre 1947                             | mars 1977 | Gaston Labau         | SFIO puis PS | |
| mars 1977                                | mars 1989 | Jean-Louis Ladagnous | PS           | |
| mars 1989                                | juin 1995 | Jean Penouil         |              | |
| juin 1995                                | mai 2020  | Jean Saint-Josse     | CPNT-DVD     | Chef d'entreprise Député européen (1999 → 2004) Conseiller régional d'Aquitaine (1992 → 1999) Vice-président de la CC du Pays de Nay |
| mai 2020                                 | En cours  | Michel Lucante       |              | |

### Intercommunalité
Coarraze appartient à cinq structures intercommunales :
- la communauté de communes du Pays de Nay ;
- le syndicat d’eau potable et d’assainissement du Pays de Nay (SEAPAN) ;
- le syndicat d’énergie des Pyrénées-Atlantiques ;
- le syndicat intercommunal de défense contre les inondations du gave de Pau ;
- le syndicat mixte du bassin du gave de Pau.

## Population et société

### Démographie
L'évolution du nombre d'habitants est connue à travers les recensements de la population effectués dans la commune depuis 1793. Pour les communes de moins de 10 000 habitants, une enquête de recensement portant sur toute la population est réalisée tous les cinq ans, les populations de référence des années intermédiaires étant quant à elles estimées par interpolation ou extrapolation. Pour la commune, le premier recensement exhaustif entrant dans le cadre du nouveau dispositif a été réalisé en 2007.

En 2022, la commune comptait 2 170 habitants, en évolution de +0,09 % par rapport à 2016 (Pyrénées-Atlantiques : +3,78 %, France hors Mayotte : +2,11 %).
| 1793  | 1800  | 1806  | 1821  | 1831  | 1836  | 1841  | 1846  | 1851  |
| ----- | ----- | ----- | ----- | ----- | ----- | ----- | ----- | ----- |
| 1 749 | 1 755 | 1 838 | 2 015 | 2 314 | 2 418 | 2 418 | 2 477 | 2 414 |

| 1856  | 1861  | 1866  | 1872  | 1876  | 1881  | 1886  | 1891  | 1896  |
| ----- | ----- | ----- | ----- | ----- | ----- | ----- | ----- | ----- |
| 2 505 | 2 438 | 1 782 | 1 768 | 1 780 | 1 682 | 1 628 | 1 616 | 1 664 |

| 1901  | 1906  | 1911  | 1921  | 1926  | 1931  | 1936  | 1946  | 1954  |
| ----- | ----- | ----- | ----- | ----- | ----- | ----- | ----- | ----- |
| 1 740 | 1 690 | 1 596 | 1 402 | 1 428 | 1 432 | 1 404 | 1 284 | 1 338 |

| 1962  | 1968  | 1975  | 1982  | 1990  | 1999  | 2006  | 2007  | 2012  |
| ----- | ----- | ----- | ----- | ----- | ----- | ----- | ----- | ----- |
| 1 720 | 1 940 | 1 949 | 2 202 | 2 047 | 2 068 | 2 110 | 2 109 | 2 094 |

| 2017  | 2022  | - | - | - | - | - | - | - |
| ----- | ----- | - | - | - | - | - | - | - |
| 2 176 | 2 170 | - | - | - | - | - | - | - |

Coarraze fait partie de l'aire d'attraction de Pau.

## Économie
La commune fait partie de la zone d'appellation de l'ossau-iraty.

### Équipements
La commune dispose d'une école primaire (école Henri IV), d'un centre de loisirs et d'une maison de l'ado. On y trouve aussi une école de musique. Le lycée professionnel des métiers d'arts Gabriel-Haure-Placé est spécialisé dans l'ébénisterie et la tapisserie.
Elle possède une zone industrielle conjointe avec Bénéjac, la zone Monplaisir, et une gare ferroviaire avec la ville de Nay.

## Culture locale et patrimoine

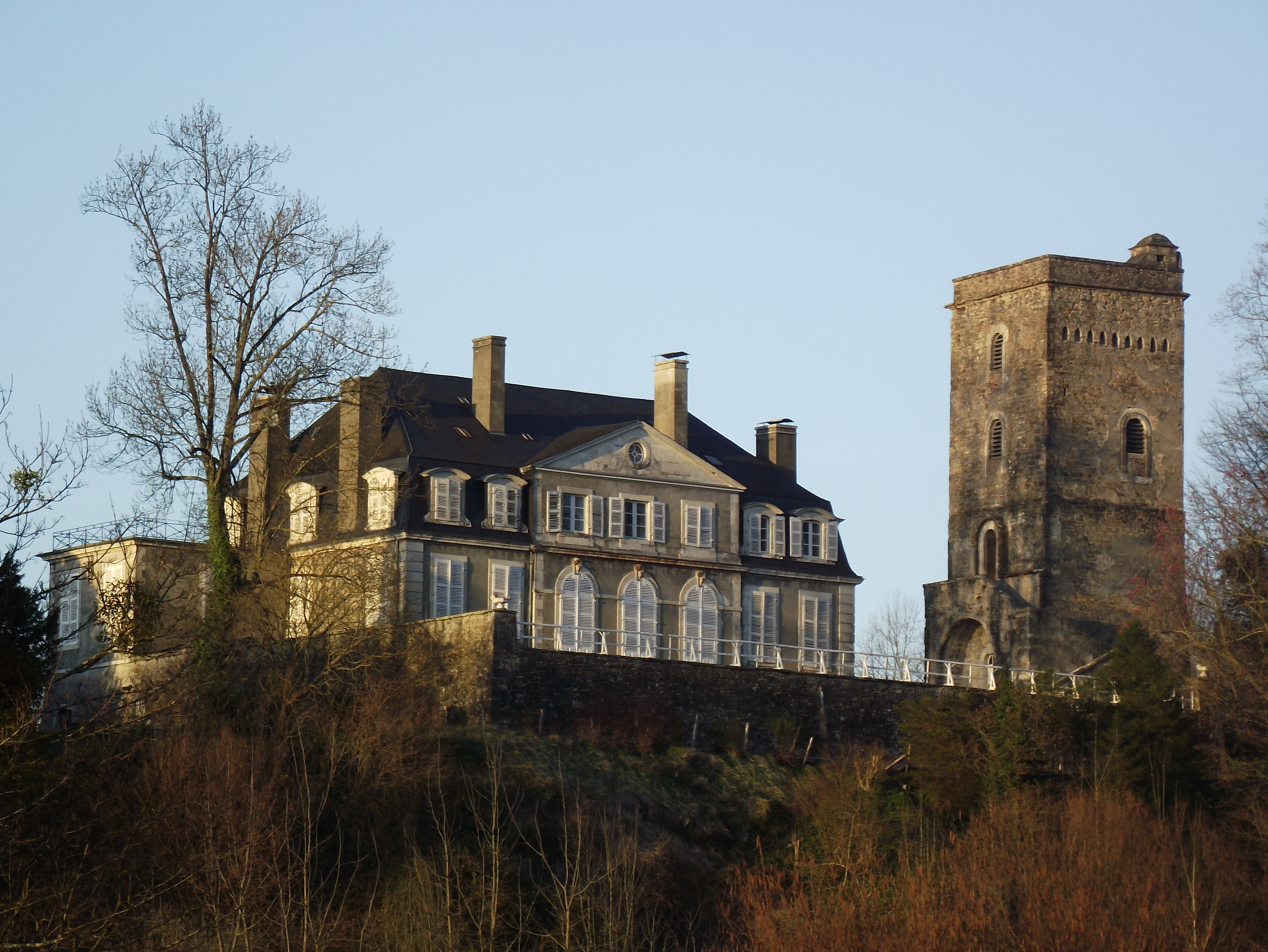
Le château de Coarraze.
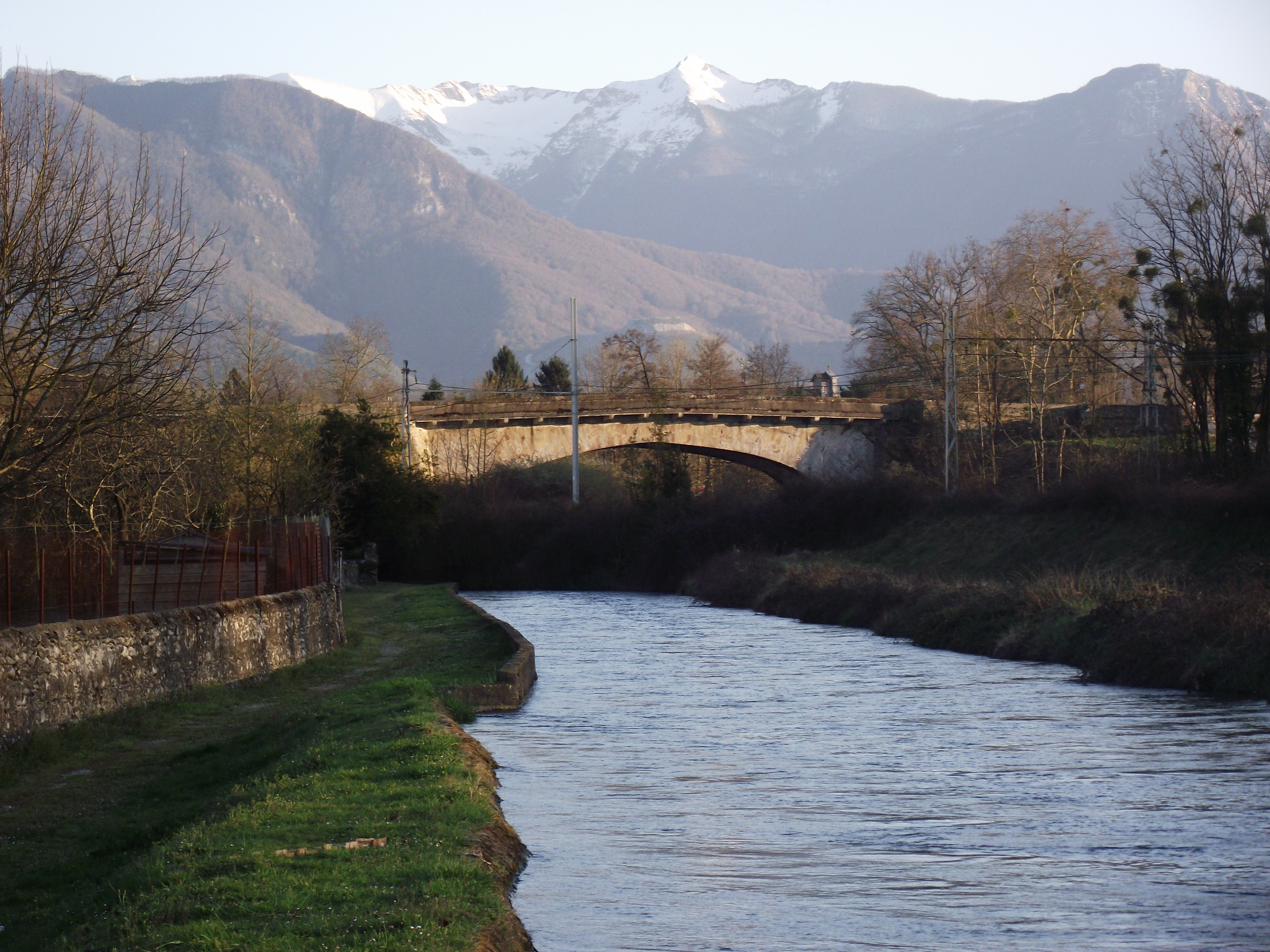
Pont sur le gave de Pau.

### Patrimoine civil
Le château de Coarraze date partiellement du XVIe siècle. Le château de Coarraze est à la hauteur de la richesse et de la puissance de ces seigneurs. Il s'élève à un emplacement stratégique, à proximité de la frontière avec la Bigorre. De la construction médiévale du château, il ne subsiste que le donjon, tour au plan curieusement pentagonal édifiée vers 1350 par Raymond Arnaud IV, seigneur de Coarraze. En 1492 l'héritière du château, Catherine, lègue la propriété à son petit-fils, Gaston de Foix[Lequel ?], comte de Carmaing. Les exactions de ce dernier prennent fin avec le siège du château par le vicomte du Béarn, qui démantèle le château et l'incendie en 1508. La baronnie passe entre les mains de Raymond de Coarraze (son cousin), et l'édifice est reconstruit en 1515. Le château est à nouveau détruit par un incendie en 1684, puis reconstruit tel qu'il apparaît aujourd'hui, en 1755.

### Patrimoine religieux

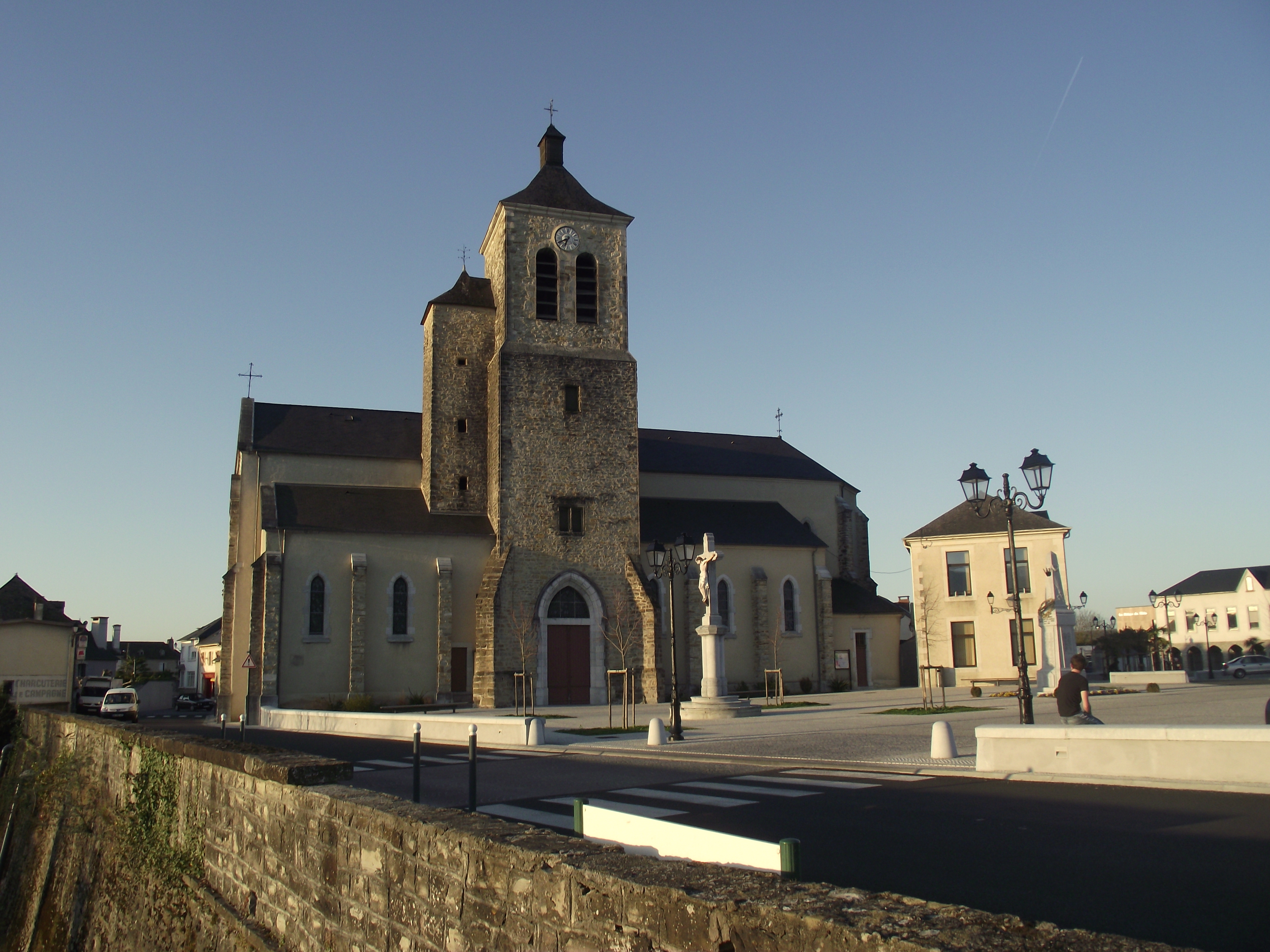
Église Saint-Vincent-Diacre.

La chapelle Sainte-Catherine date de la première moitié du XVIe siècle, tout comme une partie de l'église Saint-Vincent-Diacre. Cette dernière recèle du mobilier classé aux monuments historiques.

## Personnalités liées à la commune
- Raymond Pierre Penne (1770-1815), général des armées de la République et de l'Empire, tombé au champ d'honneur lors de la Bataille de Wavre le 19 juin 1815.
- Carl Einstein, né en 1885 à Neuwied et mort en 1940 à la frontière franco-espagnole, est un historien de l'art et écrivain allemand appartenant au courant de l'expressionnisme. Il est aussi le neveu du physicien Albert Einstein. Il est enterré dans le cimetière de Boeil Bezing.
- Jean Saint-Josse, né en 1944 à Coarraze, est un homme politique français.
- Marie-Françoise Bechtel, née en 1946 à Coarraze, est une haute fonctionnaire française.
- Georges Laplace, résistant et archéologue préhistorien ayant résidé à Coarraze de 1964 à 2004.